# Хюбнер, Артур
Артур Хюбнер — антифашист, участник движения сопротивления в Германии, советский разведчик, член разведывательной сети Красная  капелла.

## Биография
Родился в семье пекаря и заводского мастера Эмиля Хюбнера и его жены Марии, урожденной Роземейер. У них родилось восемь детей. С 1916 года участвовал в рабочем движении. В 1918 году вступил в Германскую коммунистическую партию. Затем в начале 1920-х годов стал делегатом конгресса Коммунистического Интернационала Молодежи в Москве.
В середине 1920-х годов стал сотрудничать с Разведупром Штаба РККА в Германии. Открыл свой собственный магазин современной радиоаппаратуры на Блюхерштрассе 69, в берлинском районе Кройцберг. В 1928 году с помощью своего брата Макса Хюбнера изготавливал документы для членов КПГ.
В 1931 году посетил СССР. Затем, после приезда в СССР, в Москве поступил на специальные курсы радистов РККА, которые впоследствии успешно окончил. Затем, в 1930-х годах был отправлен в Румынию и в другие Скандинавские страны в качестве радиста-разведчика. Знал несколько языков. В 1930-х годах в СССР работал инженером на Урале. В 1941 году был арестован, осужден на 15 лет лагерей. В 1958 году уехал в ГДР, где вскоре умер.

## Семья
- Отец — Эмиль Хюбнер; брат — Макс Хюбнер, сестра — Фрида Везолек; племянник — Иоганн Везолек.